# Реджі Льюїс
Реджі Льюїс  (англ. Reggie Lewis; 21 листопада 1965, Балтимор, Меріленд — 27 липня 1993, Волтгем, Массачусетс) — американський професіональний баскетболіст, що грав на позиції легкого форварда за команду НБА «Бостон Селтікс», яка навіки закріпила за ним ігровий № 35.

## Ігрова кар'єра
Починав грати в баскетбол у команді Старшої школи Пола Лоренса Данбара (Балтимор, Меріленд), де грав разом Маггсі Боугсом, Девідом Вінгейтом та Реджі Вільямсом. У випускному класі допоміг команді виграти 31 матч з 31-ого, а школа була визнана найкращою в США за версією видання USA Today.
На університетському рівні грав за команду Нортістерн (1983—1987). За чотири роки студентської кар'єри набрав 2,708 очок, що досих пір залишається найкращим показником в історії закладу. Згодом його ігровий номер 35 був навіки закріплений за ним в університеті.
1987 року був обраний у першому раунді драфту НБА під загальним 22-м номером командою «Бостон Селтікс». Менеджери Селтікс покладали на нього великі надії, сподіваючись додати молодої крові до старіючої трійки лідерів — Ларрі Берда, Кевіна Майкгейла та Роберта Періша. Це особливо стало важливо після того, як другий пік клубу на попередньому драфті Лен Баяс помер від передозування кокаїном через два дні після драфт-лотереї.
У своєму дебютному сезоні Льюїс проводив на майданчику небагато часу, граючи трохи більше, ніж 8 хвилин за матч. У другому сезоні змінився головний тренер Бостона та травмувався Ларі Берд, тому Льюїс вже грав більше 30 хвилин за матч, набираючи 18,5 очка за гру. 1992 року був запрошений для участі у своєму єдиному матчі всіх зірок.
В останніх двох сезонах набирав 20,8 очка за гру, а середній показник у кар'єрі склав 17,6 очка.
У липні 1993 року, на 27 році життя, помер від зупинки серця, будучи на майданчику під час тренування команди у міжсезонні.
Його ігровий № 35 закріплений командою за ним; він став лише одним з двох баскетболісті Селтікс, номер яких був закріплений за ними, але самі вони не вигравали чемпіонат НБА.

## Статистика виступів в НБА

### Регулярний сезон
| Сезон              | Команда            | GP  | GS  | MPG  | FG%  | 3P%  | FT%  | RPG | APG | SPG | BPG | PPG  |
| ------------------ | ------------------ | --- | --- | ---- | ---- | ---- | ---- | --- | --- | --- | --- | ---- |
| 1987–88            | «Бостон Селтікс»   | 49  | 0   | 8.3  | .466 | .000 | .702 | 1.3 | 0.5 | 0.3 | 0.3 | 4.5  |
| 1988–89            | «Бостон Селтікс»   | 81  | 57  | 32.8 | .486 | .136 | .787 | 4.7 | 2.7 | 1.5 | 0.9 | 18.5 |
| 1989–90            | «Бостон Селтікс»   | 79  | 54  | 31.9 | .496 | .267 | .808 | 4.4 | 2.8 | 1.1 | 0.8 | 17.0 |
| 1990–91            | «Бостон Селтікс»   | 79  | 79  | 36.4 | .491 | .077 | .826 | 5.2 | 2.5 | 1.2 | 1.1 | 18.7 |
| 1991–92            | «Бостон Селтікс»   | 82  | 82  | 37.4 | .503 | .238 | .851 | 4.8 | 2.3 | 1.5 | 1.3 | 20.8 |
| 1992–93            | «Бостон Селтікс»   | 80  | 80  | 39.3 | .470 | .233 | .867 | 4.3 | 3.7 | 1.5 | 1.0 | 20.8 |
| Усього за кар'єру  | Усього за кар'єру  | 450 | 352 | 32.6 | .488 | .200 | .824 | 4.3 | 2.6 | 1.3 | 0.9 | 17.6 |
| В іграх усіх зірок | В іграх усіх зірок | 1   | 0   | 15.0 | .429 | –    | .500 | 4.0 | 2.0 | –   | 1.0 | 7.0  |

### Плей-оф
| Сезон             | Команда           | GP | GS | MPG  | FG%  | 3P%  | FT%  | RPG | APG | SPG | BPG | PPG  |
| ----------------- | ----------------- | -- | -- | ---- | ---- | ---- | ---- | --- | --- | --- | --- | ---- |
| 1988              | «Бостон Селтікс»  | 12 | 0  | 5.8  | .382 | .000 | .600 | 1.3 | 0.3 | 0.3 | 0.2 | 2.4  |
| 1989              | «Бостон Селтікс»  | 3  | 3  | 41.7 | .473 | .000 | .692 | 7.0 | 3.7 | 1.7 | 0.0 | 20.3 |
| 1990              | «Бостон Селтікс»  | 5  | 5  | 40.0 | .597 | .000 | .771 | 5.0 | 4.4 | 1.4 | 0.4 | 20.2 |
| 1991              | «Бостон Селтікс»  | 11 | 11 | 42.0 | .487 | .000 | .824 | 6.2 | 2.9 | 1.1 | 0.5 | 22.4 |
| 1992              | «Бостон Селтікс»  | 10 | 10 | 40.8 | .528 | .333 | .762 | 4.3 | 3.9 | 2.4 | 0.8 | 28.0 |
| 1993              | «Бостон Селтікс»  | 1  | 1  | 13.0 | .636 | .000 | .750 | 2.0 | 1.0 | 0.0 | 1.0 | 17.0 |
| Усього за кар'єру | Усього за кар'єру | 42 | 30 | 30.4 | .510 | .133 | .777 | 4.2 | 2.6 | 1.2 | 0.5 | 17.5 |